# Jens Keukeleire
Jens Keukeleire (ur. 23 listopada 1988 w Brugii) – belgijski kolarz szosowy.

## Osiągnięcia
Opracowano na podstawie:

2009
- 3. miejsce w Circuit de Wallonie

2010
- 1. miejsce w Le Samyn
- 1. miejsce w Driedaagse van West-Vlaanderen
  - 1. miejsce na 1. etapie
- 1. miejsce w Nokere Koerse

2011
- 1. miejsce na 3. etapie Österreich-Rundfahrt

2012
- 1. miejsce na 2. etapie Eneco Tour (jazda drużynowa na czas)

2013
- 1. miejsce na 2. i 3. etapie Vuelta a Burgos

2016
- 1. miejsce na 1. etapie Dirka po Sloveniji
- 2. miejsce w Halle–Ingooigem
- 1. miejsce na 12. etapie Vuelta a España
- 3. miejsce w Gran Premio Bruno Beghelli

2017
- 2. miejsce w Gandawa-Wevelgem
- 1. miejsce w Baloise Belgium Tour

2018
- 1. miejsce w Baloise Belgium Tour

2019
- 3. miejsce w Quatre Jours de Dunkerque

## Rankingi
| Rok             | 2009 | 2010 | 2011 | 2012 | 2013 | 2014 | 2015 | 2016 | 2017 | 2018 | 2019 | 2020 | 2021  | 2022  | 2023  |
| --------------- | ---- | ---- | ---- | ---- | ---- | ---- | ---- | ---- | ---- | ---- | ---- | ---- | ----- | ----- | ----- |
| UCI World Tour  |      |      |      | -    | -    | 111. | 82.  | 134. | 68.  | 320. |      |      |       |       |       |
| World Ranking   |      |      |      |      |      |      |      | 118. | 65.  | 217. | 119. | 183. | 1534. | 2117. | 1307. |
| UCI Europe Tour | 506. | 7.   | 215. |      |      |      |      | 60.  | 115. | 103. | 98.  | 150. | 1077. | 1327. | -     |
| UCI Asia Tour   | -    | -    | -    |      |      |      |      | 455. | -    | -    |      |      |       |       |       |
|                 |      |      |      |      |      |      |      |      |      |      |      |      |       |       |       |
| Źródło: UCI     |      |      |      |      |      |      |      |      |      |      |      |      |       |       |       |